# Aalborg Kaserner
Aalborg Kaserner er Forsvarets kaserner i det nordlige Nørresundby mellem Hvorup og Nørre Uttrup. Kasernerne er opført i 1950-erne i ret forskellig stil. Vest for kasernerne ligger Hvorup Plantage, hvor der findes en øvelsesplads, og i dennes vestlige udkant nær Lindholm Høje en skydebane.
Kasernerne var oprindeligt helt opdelt i to selvstændige kaserner med egen kommandant og tilhørende hegn og vagt. Der var tale om kasernerne:
- Hvorup Kaserne mod vest, som rummede først Jydske Luftværnsregiment og fra 1961 Jyske Trænregiment. Kasernen blev opført 1951-1953 og indviet 30. oktober 1953.[1]
- Nørre Uttrup Kaserne mod øst, som rummede Feltherrens Fodregiment, siden sammenlagt med Dronningens Livregiment. Kasernen blev indviet den 1. juni 1956.[2]

I 1990-erne blev der etableret fælles vagt og hegn, og kasernerne rummer nu Trænregimentet og enheder af Hjemmeværnet.
Først i 2010-erne blev kasernerne udpeget til "grønt etablissement", hvor et større beløb blev afsat til mindskelse af miljøbelastningen.